# 스타그램
《스타그램》는 대한민국의 SBS플러스에 방송됐던 예능 텔레비전 프로그램이다.

## 기획 의도
머리부터 발끝까지 완벽해지고 싶은 당신이 주목해야 할 단 하나의 新개념 스타일 버라이어티 프로그램이다.

## 방송 일정
- 2016년 9월 6일 ~ 2016년 11월 8일 (10부작 시즌 1)
- 2017년 4월 18일 ~ 2017년 7월 4일 (12부작, 시즌 2)

## 출연진

### 시즌 1
- 정윤기
- 손담비
- 황소희
- 장도연
- 주우재
- 수경
- 도윤범

### 시즌 2
- 정윤기
- 손담비
- 장도연
- 이성종
- 도윤범